# Nižný Klátov
Nižný Klátov (allemand : Unterbeckseifen) , est un village de Slovaquie situé dans la région de Košice.

## Histoire
Première mention écrite du village en 1317.
La localité fut annexée par la Hongrie après le premier arbitrage de Vienne le 2 novembre 1938. En 1938, on comptait 536 habitants dont 4 juifs. Elle faisait partie du district de Košice, en hongrois Kassai járás. Le nom de la localité avant la Seconde Guerre mondiale était Nižní Tejkeš. Durant la période 1938 -1945, le nom hongrois Alsótőkés était d'usage. À la libération, la commune a été réintégrée dans la Tchécoslovaquie reconstituée.

## Démographie

### Évolution de la population
| Année:               | 1994. | 2004.   | 2014.    | 2024.    |
| -------------------- | ----- | ------- | -------- | -------- |
| Nombre de personnes: | 589   | 636     | 780      | 941      |
| Différence:          |       | +7,97 % | +22,64 % | +20,64 % |

| Année:               | 2023. | 2024.   |
| -------------------- | ----- | ------- |
| Nombre de personnes: | 914   | 941     |
| Différence:          |       | +2,95 % |